# MocroManiac
Abdelilah el Foulani (Amsterdam, 26 december 1987), beter bekend als MocroManiac of Mani, is een Marokkaans-Nederlands rapper.
Mani maakte van 2010 tot 2014 deel uit van de Hydroboyz, waarmee hij de clubhit Hindabuilding scoorde. In 2014 ging hij solo verder en bracht in 2018 zijn debuutalbum Maniac uit.

## Biografie

### Jeugd in Amsterdam
Foulani groeide op in Kraaiennest (Bijlmer) in Amsterdam-Zuidoost. Als kind was hij wild en roekeloos en leefde hij vooral op straat. Tijdens zijn jonge jaren was het daar vies en nog niet gerenoveerd. Zijn vader verliet het gezin toen Foulani acht jaar oud was. Foulani was een lastig kind op de basisschool, waar hij al vroeg uitviel. Toen hij hierna ook uitviel op het speciaal onderwijs, werd hij naar het Psychologisch Pedagogisch Instituut (PPI) gestuurd dat bestemd is voor zeer moeilijk opvoedbare kinderen. Door "domme dingen" te doen, zoals straatroof, kwam hij op zijn veertiende vast te zitten.

### 2009-2014:Hydroboyz
Hobbymatig rapt hij sinds 2007. Twee jaar later kwam hij in contact met de rapper Hydro en samen met RQS richtten ze de Hydroboyz op. Via Hydro kwamen ze ook in contact met 101Barz-presentator Rotjoch die hen bij zijn label onderbracht. Mani was op dat moment vooral liefhebber van beats zoals de Amerikaanse Dr. Dre die maakte. Rotjoch haalde het trio echter over om clubtracks te maken. Vanaf dat moment ging het snel en traden ze op naast artiesten als The Opposites. In 2011 brachten ze de mixtape Hindabuilding uit, waar de titeltrack Hindabuilding een grote clubhit werd.

### 2014-2019: start solo-carrière metManiac 4 President
Na vier jaar ging Foulani solo verder. In 2014 bracht hij bij het hiphoplabel Top Notch zijn eerste ep uit als soloartiest, getiteld Maniac 4 President. De gehele ep was solo, zonder samenwerkingen met andere artiesten. Dit in tegenstelling tot eerder werk. In 2012 had hij bijvoorbeeld al een top 40-hit met Yellow Claw, Ronnie Flex en Jebroer (Nooit meer slapen). Verder werd ook zijn samenwerking in Kan niet hangen met je met Ismo en Sevn Alias in 2015 een hit op YouTube. Ook zijn solowerk op YouTube wordt veel bekeken; een deel van de sessies bij 101Barz overstijgt een miljoen views.
In 2015 vormde hij samen met de rappers Big2, Adje, Cho, Dio en Hef de formatie Straight Outta Control. In aanloop naar het uitkomen van de Amerikaanse film Straight Outta Compton (2015) over de hiphopformatie N.W.A, sloten ze zich drie dagen op in het huis van Big2 waaruit de ep S.O.C. / Straight Outta Control ontstond.

### 2019-heden
In maart 2019 heeft Foulani ervoor gekozen zijn artiestennaam MocroManiac aan te passen naar Mani, tevens bracht hij diezelfde dag een nieuwe single uit onder de naam Het is Mani. In 2020 echter veranderde hij weer terug naar MocroManiac.

## Prijzen en nominaties
| Jaar | Prijs             | Categorie          | Muziek | R   |
| ---- | ----------------- | ------------------ | ------ | --- |
| 2011 | State Awards 2011 | Rookie of the Year |        | Win |

Onderscheidingen
- 2014 - 101Barz Trophy voor 101Barz - Wintersessie 2013/2014 (voor meer dan 1 miljoen views)[7]

## Discografie

### Albums
- Maniac (2018)
- Mani (2019)

Mixtapes
- Maniac 4 President (2014)

Samenwerkingen
- S.O.C.: Straight Outta Control (met Hef, Adje, Cho, Dio & Big2) (2015)
- Juice (met Fresku) (2017)[8][9]

met Hydroboyz (2010-14)
- Hindabuilding! (2011)

### Singles
| Jaar | Act                                                       | Nummer             | Vlag van Nederland | Vlag van Nederland | Opmerkingen |
| Jaar | Act                                                       | Nummer             | 100                | weken              | Opmerkingen |
| ---- | --------------------------------------------------------- | ------------------ | ------------------ | ------------------ | ----------- |
| 2012 | MocroManiac met Yellow Claw, Ronnie Flex en Jebroer       | Nooit meer slapen  | 31                 | 11                 |             |
| 2015 | MocroManiac, Adje, Big2, Cho, Dio en Hef                  | Dat nu             | tip                | -                  |             |
| 2016 | MocroManiac met ChildsPlay, Hef, Boef en Lijpe            | Muhammad Ali       | 95                 | 2                  |             |
| 2017 | MocroManiac met Fresku                                    | Witlof             | -                  | -                  | 3FM Megahit |
| 2018 | MocroManiac met Esko, JoeyAK en Cho                       | Hooptie Money      | 71                 | 2                  |             |
| 2018 | MocroManiac met Poke                                      | In je face         | tip 2              | 5                  |             |
| 2018 | MocroManiac met Young Ellens, Jonna Fraser en Sevn Alias  | Pray for job       | 26                 | 4                  |             |
| 2020 | MocroManiac met Bigidagoe, Mula B, KA, JoeyAK en Drechter | Opp blazen (remix) | 80                 | 1                  |             |

### Nummers
Losse nummers
- 2015 - GoGoGetem
- 2015 - M4p
- 2016 - Bitchassniggaz
- 2016 - Wat je Verdiend
- 2016 - MocroManiac (met Ritchy E)
- 2016 - El Chapo (met O.G. & Sam J'taime)
- 2016 - Wavey (met O.G.)
- 2016 - Boom Boom Boom
- 2016 - 110vuur
- 2016 - Selfmade Salute
- 2016 - Jungle Animal
- 2017 - Rumble
- 2017 - Mo Money (met O.G. & DSEL)
- 2018 - Nog steeds hongerig (met O.G.)
- 2018 - F.T.O.S.

### Samenwerkingen
Gastoptredens
| Jaar | Titel                                                            | Album                           |
| ---- | ---------------------------------------------------------------- | ------------------------------- |
| 2012 | Batra (Remix) (met Broederliefde, Scarface, Feis en BKO)         | Broederliefde - Broederliefde   |
| 2013 | Gangsta (met Adje, Hef & Crooks)                                 | Adje - Vossig                   |
| 2013 | 101Barbaarz (met Appa, Sjaak & Rotjoch)                          | Appa & Sjaak - Wolf             |
| 2013 | Nooit Meer Slapen (met Ronnie Flex, Yellow Claw & JeBroer)       | Ronnie Flex - Tankstation EP    |
| 2013 | Alcohol (met Sjaak)                                              | Sjaak - Strijdersysteem         |
| 2014 | Dat is dat Ding (met The Partysquad, Jayh, Cho & Bokoesam)       | Reverse - Retro                 |
| 2014 | Breng 't voor me (met Idaly & Nagee)                             | Reverse - Retro                 |
| 2014 | Niet doen (met Kempi)                                            | Reverse - Retro                 |
| 2014 | Geen Fans, Geen Flu, Geen Tip (met SBMG)                         | SBMG - Money en Gang en mixtape |
| 2014 | Free me Homies (met Sepa)                                        | Sepa - Praat van de Straat      |
| 2015 | Kreeft (met Fresku)                                              | Fresku - Nooit Meer Terug       |
| 2015 | Nooit Goed (met Fresku)                                          | Fresku - Nooit Meer Terug       |
| 2015 | Twee Dingen (met Lijpe)                                          | Lijpe - Levensles               |
| 2015 | Ellende (met U-Niq, Rohtjemann & Fresku)                         | U-Niq - Horen, Zien & Schrijven |
| 2015 | In Mijn Zone (met Big2 & Zefanio)                                | Big2 x Spray Bullets - Bende EP |
| 2016 | Muhammad Ali (met Hef, Boef & Lijpe)                             | ChildsPlay - Zero Fucks Given   |
| 2016 | Vies (met Leeroy)                                                | ChildsPlay - Zero Fucks Given   |
| 2016 | Kan niet hangen met je (met Ismo & Sevn Alias)                   | Ismo - Nu of Nooit              |
| 2017 | Marokko (met Howard D & Wolfgang & Lijpe Soufiane Eddyani Ismo   | MocroManiac - Marokko           |
| 2018 | Hooptie Money (met Esko, JoeyAK en Cho)                          | Esko - Beats by Esko            |
| 2018 | In je face (met Poke)                                            |                                 |
| 2020 | Opp blazen remix (met Bigidagoe, Joeyak, Ak, Drechter en Mula B) |                                 |